# Plagiosarus melampus
Plagiosarus melampus är en skalbaggsart som beskrevs av Bates 1885. Plagiosarus melampus ingår i släktet Plagiosarus och familjen långhorningar.
Artens utbredningsområde är:
- Guatemala.
- Panama.

Inga underarter finns listade i Catalogue of Life.